# Mosg armii
Mosg armii (russisch Мозг армии, wiss. Transliteration Mozg armii; dt. Das Hirn der Armee) ist ein dreibändiges militärtheoretisches und militärhistorisches Buch von  Boris Schaposchnikow (1882–1945), dem Marschall der Sowjetunion. 

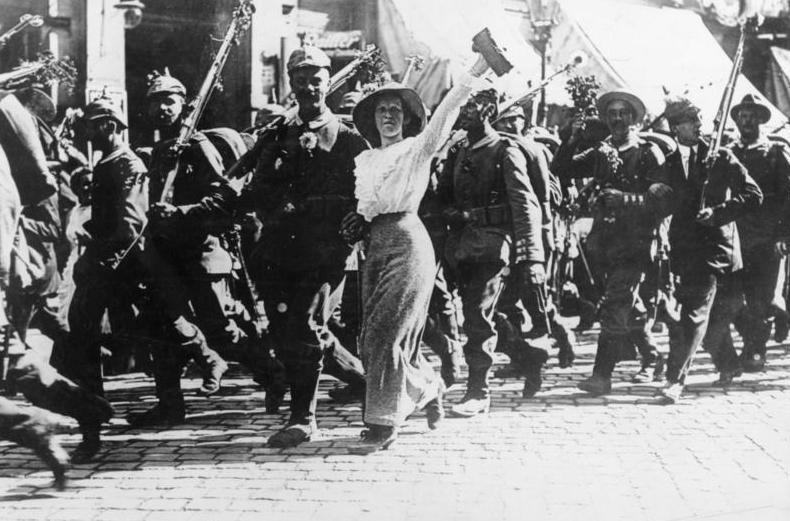
Eine Mobilisierungsszene in Deutschland am 1. August 1914, dem Tag der deutschen Kriegserklärung an Russland und zwei Tage vor der deutschen Kriegserklärung an Frankreich

## Einführung
Das 1927 und 1929 veröffentlichte Buch eines herausragenden sowjetischen Soldaten war bei den obersten Befehlshabern der Roten Armee sehr beliebt. Der Autor beschreibt darin am Beispiel des Ersten Weltkriegs die damaligen grundlegenden Ansichten über die Art und den Umfang militärischer Operationen. Am Beispiel des Ersten Weltkriegs, insbesondere Österreich-Ungarns und der Tätigkeit des österreichischen Generalstabschefs Franz Conrad von Hötzendorf, aber auch Russlands und Frankreichs, gibt er einen Einblick in die Struktur des Generalstabs als Organ des Oberkommandos und das Wesen seiner Arbeit, die Anforderungen des modernen Krieges an den Befehlshaber, an die Einsatzleitung und deren Stäbe. Er beschreibt auch die funktionellen Aktivitäten des Generalstabs bei der Vorbereitung der Wirtschaft des Landes auf den Krieg.
Das Buch enthält viele Seiten, die die Gedanken des zum Bolschewismus übergetretenen Verfassers zu aktuellen Themen der Militärgeschichte, -theorie und -praxis widerspiegeln. In seiner Buchbesprechung hebt William L. Langer hervor, dass es den Leser nicht überraschen werde, im dritten Band eine detaillierte Darstellung der Zeit vor dem (Ersten) Weltkrieg zu finden, in der der russische Stab und die russische Regierung gnadenlos verurteilt werden und fährt fort:

“Students of war origins will not be able to ignore this voluminous monograph, but they will probably view with a very critical eye what is said of the activities carried on behind the scenes in St. Petersburg in the fatal month of July.
”

„Wer sich mit den Ursprüngen des Krieges beschäftigt, wird an dieser umfangreichen Monographie nicht vorbeikommen, aber er wird wahrscheinlich sehr kritisch sehen, was über die Aktivitäten hinter den Kulissen in St. Petersburg im Schicksalsmonat Juli gesagt wird.“

Eine unter dem Titel Wospominanija. Wojenno-nautschnyje trudy [Erinnerungen. Militärische und wissenschaftliche Schriften] (1974) erschienene Auswahl für eine breite Leserschaft enthält die Erinnerungen Schaposchnikows und Fragmente aus diesem Werk. Es beginnt mit einem Vorwort der Marschälle der Sowjetunion A. M. Wassilewski und M. W. Sacharow. Die Erinnerungen umfassen seine Kindheit und Jugend, den Militärdienst von 1901 bis zum Ende der Manöveroperationen des Ersten Weltkriegs. 
Das unter dem Titel Das Hirn der Armee in der Memoirenreihe im Militärverlag der DDR erschienene Buch enthält ebenfalls Erinnerungen und Auszüge aus diesem Werk.